# コンプリート・コミュニオン (アルバム)
| 専門評論家によるレビュー            | 専門評論家によるレビュー |
| レビュー・スコア                    | レビュー・スコア         |
| 出典                                | 評価                     |
| ----------------------------------- | ------------------------ |
| Allmusic                            | [ 1 ]                    |
| The Rolling Stone Jazz Record Guide | [ 2 ]                    |

『コンプリート・コミュニオン』（Complete Communion）は、ドン・チェリーのアルバムである。1965年に録音され、1966年にブルーノート・レーベルからリリースされた。チェリーにとっては本作がブルーノート・デビュー作品である。

## 収録曲
全曲作曲：ドン・チェリー
1. "Complete Communion: Complete Communion/And Now/Golden Heart/Remembrance" – 20:38
2. "Elephantasy: Elephantasy/Our Feelings/Bishmallah/Wind, Sand And Stars" – 19:36

## パーソネル
- ドン・チェリー (Don Cherry) - コルネット
- ガトー・バルビエリ (Gato Barbieri) - サクソフォーン
- ヘンリー・グライムズ (Henry Grimes) - コントラバス
- エド・ブラックウェル (Ed Blackwell) - ドラム